# Хайдес (газоконденсатне родовище)
Гайдес (Гайдс, Хайдес; англ. Hides gas field) — газоконденсатне родовище в центральному нагір'ї Папуа Нової Гвінеї (поблизу містечка Комо), основна сировинна база перших двох ліній заводу з виробництва зрідженого природного газу PNG LNG.

## Опис
Родовище Хайдес, розташоване в межах ліцензійної ділянки PDL 1, відкрили в 1987 році. У процесі розвідки спорудили п'ять свердловин та виявили поклади вуглеводнів у формаціях Торо та Дігіму, що відносяться до крейдового періоду. Вже після початку повномасштабної розробки у 2015 році була пробурена розвідувальна свердловина на нижче залягаючі горизонти (до глибини 4633 метри), яка встановила наявність пісковиків, проте заповнених водою.
Запаси родовища в середині 2000-х оцінювались у 141 млрд м³ природного газу.
Освоєння Хайдес, розташованого у віддаленому гірському районі зі слабо розвиненою інфраструктурою, здійснювалось передусім за допомогою спорудженого на першому етапі аеродрому Комо. Останній міг приймати важкі транспортні літаки Ан, що доставляли обладнання.
Споруджена на Хайдес установка підготовки газу також обслуговує сусідні родовища Angore та Juha та розрахована на обробку 2 млн м³ газу на добу. Для початку повномасштабного освоєння родовища, яке розпочалось у 2014 році, тут додатково спорудили дев'ять свердловин — вісім експлуатаційних та одну водонагрівальну.
Видача продукції родовища відбувається:
- газу — по трубопроводу Хайдес – Порт-Морсбі до заводу PNG LNG;
- конденсату — по трубопроводу діаметром 200 мм та довжиною 109 км до нафтового родовища Кутубу, звідки за два десятки років до того був споруджений експортний трубопровід для рідких вуглеводнів до термінала Кумулу в затоці Папуа.

На будівельному етапі згаданий вище конденсатопровід використовувався для подачі газу реверсом з Кутубу з метою забезпечення робіт на Хайдес паливом та тестування систем.
Можливо відзначити, що ще до реалізації проекту зі зрідження природного газу, з 1991 року на Хайдес вели видобуток у невеликих масштабах, який забезпечував потреби електростанції Hides GTE (Gas-to-Electricity). Для цього свердловини Hides 1 та Hides 2 з'єднали з невеликою установкою підготовки в долині річки Тагарі, від якої він направлявся на ТЕС. Вироблена електроенергія постачалась на золоту копальню Поргера. Що стосується відібраного на установці конденсату, то його вивозили автотранспортом до Кутубу.